# Lourenço Filho
Manuel Bergström Lourenço Filho (Porto Ferreira, 10 de março de 1897 – Rio de Janeiro, 3 de agosto de 1970) foi um educador e pedagogista brasileiro conhecido sobretudo por sua participação no movimento dos pioneiros da Escola Nova.
Foi duramente criticado por ter colaborado com o Estado Novo de Getúlio Vargas. Sua obra nos revela diversas facetas do intelectual educador, extremamente ativo e preocupado com a escola em seu contexto social e nas atividades de sala de aula.

## Vida e obra
Nascido no interior de São Paulo, sendo o primogênito de oito filhos, Manuel Bergström Lourenço Filho teve uma formação marcada pela influência do pai, o português Manuel Lourenço Júnior, comerciante criativo e empreendedor ávido, casado com a sueca Ida Christina Bergström. Desde menino, em contato com vasta literatura, tornou-se um leitor compulsivo. Nas suas próprias palavras: lia com "bulimia e indiscriminação".
Iniciou a vida escolar aos seis anos em sua terra natal, dando sequência aos estudos na cidade na vizinha Santa Rita do Passa Quatro. Por insistência de seu professor, Ernesto Moreira, matricula-se no Ginásio de Campinas, mas, devido à família numerosa, o pai teve dificuldade em custear-lhe os estudos, de modo que, ao fim daquele ano, Manoel deixa o Ginásio. Em 1912 retoma os estudos, após obter o primeiro lugar nos exames de admissão para a recém-inaugurada Escola Normal Primária de Pirassununga. E após formar-se como normalista, no ano de 1914, retorna à Porto Ferreira, onde irá exercer o magistério. Em 1917, diploma-se na Escola Normal Secundária da capital, Matriculando-se, em seguida, na Faculdade de Medicina para estudar psiquiatria, a qual abandonara dois anos depois. Em 1919, ingressa na Faculdade de Direito de São Paulo, vindo a bacharelar-se em 1929, depois de longa trajetória interrompida por várias atividades paralelas que desenvolve, com destaque, no campo educacional.
Sua carreira profissional foi precoce. Pode-se lembrar a premonitória experiência de elaborar um jornal próprio, O Pião, cujo chefe, redator e tipógrafo era ele mesmo, menino de 8 anos ainda. Sua vida evidenciará que esse jornal foi mais do que mero capricho de criança: o "brinquedo" o preparou para exercícios profissionais posteriores. Mais tarde trabalhará no Jornal do Comércio, n’O Estado de S. Paulo e na Revista do Brasil, nesta, ao lado de Monteiro Lobato.
O talento desse educador revelou-se tanto no desempenho discente quanto na atuação docente. Desde o exame de admissão para a Escola Normal Primária de Pirassununga exercitava habilidades docentes ministrando aulas particulares de preparação para os testes admissionais. Também a primeira experiência no ensino público dá-se em sua terra natal, em 1915.
Novo contato com a sala de aula se fará na Escola Normal Primária de São Paulo, na qual leciona diversas disciplinas pedagógicas, em 1920. No ano seguinte é nomeado para a cátedra de Psicologia e Pedagogia da Escola Normal de Piracicaba. Ali funda a Revista de Educação, que recebe seus primeiros artigos. No final desse mesmo ano, casa-se com Aida de Carvalho, que conhecera em Pirassununga, quando ambos eram normalistas. Teve dois filhos com Aida: Ruy (1925–) e Márcio (1930–1960).
É possível detectar nesse momento da vida de Lourenço a fusão harmônica entre o leitor, o professor, o escritor, o pesquisador e o administrador, potenciais que começavam a demandar espaço.
Em 1922, a convite do governo cearense, assume o cargo de Diretor da Instrução Pública e leciona na Escola Normal de Fortaleza. As reformas por ele empreendidas no Ceará repercutem no país e podem ser entendidas como germe dos conhecidos movimentos nacionais de renovação pedagógica das primeiras décadas do século.
De volta ao Estado natal, leciona na Escola Normal de Piracicaba durante o ano de 1924. Em seguida, assume a vaga de Psicologia e Pedagogia da Escola Normal de São Paulo, função que ocupa por seis anos, fervilhantes de pródiga produção, de muitas publicações, inclusive traduções. A influência da Psicologia Experimental é evidente em sua obra, sobretudo nesse momento. 
Conforme destaca Antônio Rodrigues Soares, em seu artigo de título "A psicologia no Brasil",   em 1925, catedrático de Psicologia da Escola Normal de São Paulo, Lourenço deu impulso e vida novos ao Laboratório organizado por Pizzoli. Até 1927, ano em que Henri Piéron chega a São Paulo para ministrar os cursos de Psicologia Experimental e Psicometria, Lourenço Filho leva a termo pesquisas experimentais e as primeiras experiências com o Teste ABC. Datam desse ano, as publicações: Contribuição ao Estudo Experimental do Hábito e Introdução ao Estudo da Escola Nova. Promoveu uma série de traduções das obras de grandes pedagogos, cuja fama chegava ao Brasil, mediante suas idéias. Kilpatrick, Durkheim, Ferriére e Binet-Simon têm, assim, seus livros à disposição do público brasileiro.
Dirigindo a educação, em São Paulo, reorganiza o ensino e cria cursos de aperfeiçoamento para professores, exigindo se ministrem, neles, as disciplinas: Psicologia e Sociologia.
Para trabalhar ao seu lado, Lourenço Filho convida Noemi Rudolpher da Silveira e J. B. Damasceno Penna. Com Noemi, cria, na Escola Normal de São Paulo.
Sua participação política também merece destaque: presente nas Conferências Nacionais de Educação de 1927 e 1928, respectivamente em Curitiba e Belo Horizonte, apresenta suas ideias quanto ao ensino primário e à liberdade dos programas de ensino. Se não autor, é certamente um dos atores mais importantes do Manifesto dos Pioneiros da Educação Nova, de 1932.
A vasta obra de Lourenço Filho, entretanto, não pode ser vinculada, de modo simplista, apenas à temática do manifesto escolanovista. Mais do que signatário do Manifesto, foi um educador sedento do novo, que bebia nas fontes do novíssimo, das últimas novidades pedagógicas do cenário internacional. Sua preocupação, de fato, voltava-se também para o fazer pedagógico.
A realidade educacional brasileira é terreno carente mas fértil para contribuições. A preocupação com a educação movia Lourenço Filho. Suas experiências, as viagens pelo Brasil e ao exterior, sua ampla cultura lhe possibilitaram escrever em áreas como Geografia e História do Brasil, Psicologia (testes e medidas na educação, maturação humana), Estatística e Sociologia.
No campo da Educação, sua contribuição abrange temas como educação pré-primária, alfabetização infantil e de adultos, ensino secundário, ensino técnico rural, universidade, didática, metodologia de ensino, administração escolar, avaliação educacional, orientação educacional, formação de professores, educação física e literatura infanto-juvenil – textos espalhados por numerosos livros, revistas, jornais, cartilhas, conferências, apresentações e prefácios. Há publicação de alguns de seus escritos em inglês, francês e espanhol.
A formação profissional e os profundos vínculos dessa com sua produção e atuação, conferem a Lourenço Filho o perfil de intelectual educador. Apesar de ter exercido cargos na administração pública federal – como diretor de gabinete de Francisco Campos (1931), como diretor geral do Departamento Nacional de Educação (nomeado por Gustavo Capanema, em 1937) e como diretor do Instituto Nacional de Estudos Pedagógicos (1938-46) –, foi sobretudo um professor e um estudioso de assuntos didático-pedagógicos.
Viveu os últimos anos no Rio e, vítima de colapso cardíaco, faleceu em 3 de agosto de 1970, aos 73 anos. Em Cornélio Procópio existe o Grupo escolar professor Lourenço Filho em sua homenagem, desde a década de 1950. Em 1972, foram fundadas as escolas estaduais Professor Lourenço Filho, no município de São João de Meriti, e em São Paulo. Em 7 Fevereiro de 1938 foi fundado em Fortaleza o Colégio Lourenço Filho, por Antônio Filgueiras Lima, em sua homenagem, um dos melhores colégios da Capital, que abrange grandes alunos, e é um colégio tradicional no Mind Lab, olimpíada de Mente-Inovadora. Onde os alunos, Túlio Lima, Kamila Castro, e Jin Wang Jie, do 7º ano Manhã da Sede Central, Pedro Lucas, do 8º ano Central, conseguiram chegar a olimpíada Nacional, e quase conseguiram o título. 

## Pensamento do autor e sua importância

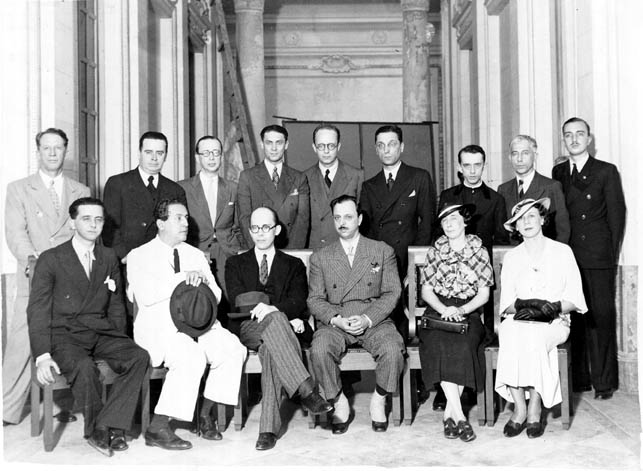
Manuel Bandeira (3º da esquerda para direita em pé), Alceu Amoroso Lima (5ª posição) e Dom Hélder Câmara (7ª) e sentados (da esquerda para direita), Lourenço Filho, Roquette-Pinto e Gustavo Capanema
Rio de Janeiro, 1936

A impressão que se tem, à medida que se adentra o universo da produção desse educador é de que ele não se esconde à sombra de nomes como Fernando de Azevedo e Anísio Teixeira, contemporâneos seus já objeto de inúmeros estudos. Poderíamos até mesmo conjecturar se seu envolvimento com o governo Vargas não constituiu e constitui, de certa forma, pretexto para obscurecimento da sua figura, num patrulhamento ideológico-político despercebido, como se aceitar cargos num governo ditatorial como foi o de Vargas implicasse necessariamente deixar de ter um posicionamento político crítico.
Perguntamo-nos aqui se os serviços que prestou naquele período não constituíram meio para realização, no campo educacional, das reformas que idealizara. Lourenço acreditava que a era getulista fosse realmente de modernização. Ou seja, o governo brasileiro daquele momento lhe pareceu oportuno para reformar a educação.
Também é criticado pelo caráter tecnicista de suas propostas educacionais. Talvez uma investigação aprofundada sobre esse educador pudesse guindá-lo da posição secundária, em que costumeiramente parece ser confinado, para um plano de maior destaque.
De fato, a obra de Lourenço Filho sobre a Escola Nova é emblemática. Em 1926, por exemplo, em resposta ao inquérito acerca do ensino paulista promovido pelo jornal O Estado de S. Paulo, apresenta com extraordinária clareza e precisão as características do movimento renovador: "A escola tradicional não serve o povo, e não o serve porque está montada para uma concepção social já vencida, senão morta de todo... A cultura, bem ou mal, vinha servindo os indivíduos que se destinavam às carreiras liberais, mas nunca às profissões normais de produção econômica".
Para ele, o papel da escola, principalmente o da escola primária, era o de adaptar os futuros cidadãos, material e moralmente, às necessidades vindouras. Busca integrar a criança na sociedade e explica a necessidade da educação escolar pública e obrigatória, pois a escola deve preparar para a vida real, pela própria vida.
Esta concepção nos dá margem para confirmar o entendimento do autor, naquele momento, da profunda articulação existente entre a escola e a vida social. Assim, uma escola Moderna só seria a "escola do trabalho". Lourenço Filho tinha claro que a elitização e o intelectualismo da educação brasileira não atendiam às necessidades das classes populares, antes as privavam de participar no esquema produtivo.
Em seu livro mais famoso Introdução ao estudo da Escola Nova, (São Paulo: Melhoramentos, 1978, 271 p.) procurou dar caracterização nacional à temática, embora na Introdução da obra  muito pouco fale do Brasil, informando, majoritariamente, sobre o movimento no exterior.

## Contribuições para a psicologia
Em 1920, enquanto lecionava em um colégio particular mantido por uma fundação norte-americana, Lourenço Filho teve a oportunidade de entrar em contato com livros de psicologia educacional provenientes dos Estados Unidos, passando assim a desenvolver pesquisas no emprego de testes psicológicos.
Após ter assumido o cargo de Diretor de Instrução Pública do Ceará, Lourenço Filho montou um laboratório na Escola Normal de Fortaleza para o estudo biológico e psicológico dos alunos. E depois de passar quase dois anos na cidade, onde promoveu uma reforma geral do ensino, Manoel Lourenço Filho retorna ao interior de São Paulo, mais especificamente a Escola Normal de Piracicaba, onde dá sequência as suas atividades no campo da Psicologia.
No segundo semestre de 1925, após o nascimento de seu filho Ruy, Lourenço Filho muda-se para a capital a fim de assumir o cargo de professor de Psicologia e Pedagogia da Escola Normal de São Paulo, situada na Praça da República. Nela Lourenço Filho reativa o laboratório de psicologia experimental, onde se dedica à pesquisa sobre a aprendizagem, investigando atentamente a maturidade necessária à aprendizagem dos processos de leitura e escrita, que resultarão na publicação dos Testes ABC. É nessa época também em que traduz livros como Psicologia Experimental, de Henri Pierón, e A Escola e a Psicologia Experimental de Edouard Claparède.
Outra ação importante desenvolvida por Lourenço Filho foi a organização e implementação da coleção pedagógica Biblioteca de Educação, responsável pela publicação de livros que explicitavam as ideias da Escola Nova. São exemplos dos títulos dessa coleção: "Introdução ao Estudo da Escola Nova", de 1930, que trazia informações sobre o movimento e as ciências que o fundamentavam e "Testes ABC", de 1933, que além de fornecer condições de classificação das aptidões para leitura e escrita, tinha por objetivo auxiliar os educadores na organização das classes escolares.
Tanto a Cartilha do Povo, de 1928, elaborada com o objetivo de popularizar a educação de crianças e adultos, quanto os Testes ABC desenvolvidos por Lourenço Filho demonstram as bases teóricas de seu projeto de alfabetização, fundado nas questões relativas à maturidade da criança e em conhecimentos psicológicos.

## Concepção de educação
Para ele, "ensinar" é a arte de transmitir conhecimentos e técnicas, ou seja, o ensino é o processo de inculcação de noções e ideias e, esse papel historicamente coube à escola. Já em relação à Educação, esta, deveria ser integral, oferecer mais que a instrução, pois cabe a ela integrar os indivíduos. O caráter educativo pleno da escola estaria no oferecimento de condições e oportunidades para que os alunos organizassem a sua conduta para a saúde, a família, o trabalho, a pátria, a recreação e a religião.

Na obra acima citada, Introdução ao estudo da Escola Nova ele coloca:
"O verdadeiro papel da escola primária é o de adaptar os futuros cidadãos, material e moralmente, às necessidades sociais presentes e, tanto quanto seja possível, às necessidades vindouras, desde que possam ser previstas com segurança. Essa integração da criança na sociedade resume toda a função da escola gratuita e obrigatória, e explica, por si só, a necessidade da educação como função pública. Por isso mesmo, o tirocínio escolar não pode ser mais a simples aquisição de fórmulas verbais e pequenas habilidades para serem demonstradas por ocasião dos exames. A escola deve preparar para a vida real, pela própria vida. A mera repetição convencional de palavras tende a desaparecer, como se viu na nova concepção da ‘escola do trabalho’. Tudo quanto for aceite no programa escolar precisa ser realmente prático, capaz de influir sobre a existência social no sentido do aperfeiçoamento do homem. Ler, escrever e contar são simples meios; as bases da formação do caráter, a sua finalidade permanente e inflexível. Do ponto de vista formal, isso significa a criação, no indivíduo, de hábitos e conhecimentos que influam diretamente no controle de tendências prejudiciais, que não podem ou não devem ser sufocadas de todo pelo automatismo psíquico possível na infância. E como consequência, nos grandes meios urbanos, à escola cabe, hoje, iniludivelmente, facilitar a orientação e seleção profissional, pelo estudo das aptidões individuais da criança, conhecimento e esclarecimento do desejo dos pais, tradição e possibilidades da família. Esse aspecto é inteiramente desconhecido em nossas escolas."

### Algumas obras de sua vasta produção
- Educação comparada. São Paulo: Melhoramentos, 1961, 294 p.
- Estatística e educação. Rio de Janeiro: Serviço Gráfico do IBGE, 1940, 23 p.
- Introdução ao estudo da Escola Nova. São Paulo: Melhoramentos, 1978, 271 p.
- A criança na Literatura Brasileira. São Paulo: Melhoramentos, 1948.
- Introdução ao estudo da Escola Nova. São Paulo: Melhoramentos, 1978, 271 p.
- Organização e administração escolar: Um curso básico. São Paulo: Melhoramentos, 1963, 288 p.
- Psicologia educacional. São Paulo: Melhoramentos.
- Psicologia de ontem e de hoje. São Paulo: Melhoramentos.
- Tendências da educação brasileira. São Paulo: Melhoramentos, 1940, 164 p.
- Testes ABC para verificação da maturidade necessária à aprendizagem da leitura e escrita. São Paulo: Melhoramentos, 1969, 200 p. (inclui material para aplicação dos testes).